# Narodni park Nuuksio
Narodni park Nuuksio (finsko Nuuksion kansallispuisto, švedsko Noux nationalpark) je eden od 40 finskih narodnih parkov. Park, ustanovljen leta 1994, se razprostira na območju gozdov in jezer v Espooju, Kirkkonummiju in Vihtiju. Severozahodno od Helsinkov je drugi najbližji narodni park glavnemu mestu za nedavno ustanovljenim narodnim parkom Sipoonkorpi. 

## Lega
Narodni park leži severozahodno od prestolnice Helsinki v občinah Espoo, Kirkkonummi in Vihti. Njegovo ime izhaja iz imena Nuuksio, okrožja Espoo.
Park je bil ustanovljen leta 1994. Postopoma se je širil in že 1. junija 2006 obsegal 45 km², leta 2016 pa 55 km². Za teren so značilne posamezni skalni osamelci, gozdovi, barja in jezera. V parku je več kot 80 jezer in ribnikov.

## Opis
Narodni park Nuuksio je najbolj zahodni del tako imenovanega jezerskega višavja Nuuksio. V njegovi reliefni obliki prevladujejo predvsem doline in soteske, ki jih je izoblikovala zadnja ledena doba, pa tudi goli, skalnati griči, porasli z lišaji in redkim borovcem. Ponekod so na tem območju tudi pragozd, barja in tradicionalni biotopi, predvsem travniki. Na najvišji točki območje doseže 110 metrov nadmorske višine.
Večina območja narodnega parka Nuuksio je bila pridobljena z združitvijo gozdnega območja dvorca Tervalamme, ki je bilo včasih državni kamp, zunanjega območja Nuuksionpää in južnega dela zunanjega območja Salmi, ki ga je pridobilo Mesto Helsinki v 1960-ih. Preostali deli zunanjega rekreacijskega območja Salmi na severni strani narodnega parka so še vedno v lasti mesta Helsinki.
V glavnem območju parka Nuuksio je trideset jezer. Na jugovzhodnem robu meji na jezero Pitkäjärvi v Nuuksio in Tervalampi na zahodu. Zahodna in severozahodna jezera Nuuksio so Kurjolampi, Saarilampi in Ruuhilampi. Najsevernejša točka narodnega parka je na južni obali Pikku-Parikka.
Območje parka ni enotno, vendar poleg zgoraj opisanega glavnega območja vključuje nekaj manjših delov, kot sta bližnja območja Saarijärvi in Suolikkaa ter majhen pas med Pitkäjärvi in Kattilajärvi v Velskoli.

## Rastlinstvo in živalstvo
Park leži na mejnem območju dveh vegetacijskih pasov: mešanih listnatih in iglastih gozdov ter borealnega iglastega gozda - tajga. Prevladujoča drevesna vrsta sta smreka in bor, nekateri rastejo tudi na močvirnatem terenu. Zaradi dolgoletne gozdnogospodarske rabe je gozd večinoma mlad.
Zaščitni znak parka je evropska poletuša, saj je tu velika populacija te redke vrste. V parku živi tudi na desetine drugih ogroženih in ranljivih vrst živali, rastlin in gliv, npr. B. podhujka (Caprimulgus europaeus) in hribski škrjanec (Lullula arborea).

## Turizem
Park je zlahka dostopen z javnim prevozom iz Helsinkov in Espooja. Avtobusne linije 245 od Espoon keskus do Nuuksionpää in Kattila vozijo vsak dan (samo poleti). Označenih je šest krožnih pohodnih poti v dolžini od 2 do 7,2 km, od katerih je ena dostopna tudi z invalidskim vozičkom. Obstajajo tudi prostori in poti za peko na žaru, kampiranje, smučanje ter nabiranje jagod in gob. Počitniške koče so na voljo tudi za najem.
- Plavajoči otoki v jezeru Mustalampi
- Nuuksio jeseni
- Kroglični granit
- Otok v jezeru Holma-Saarijärvi